# Palos de la Frontera

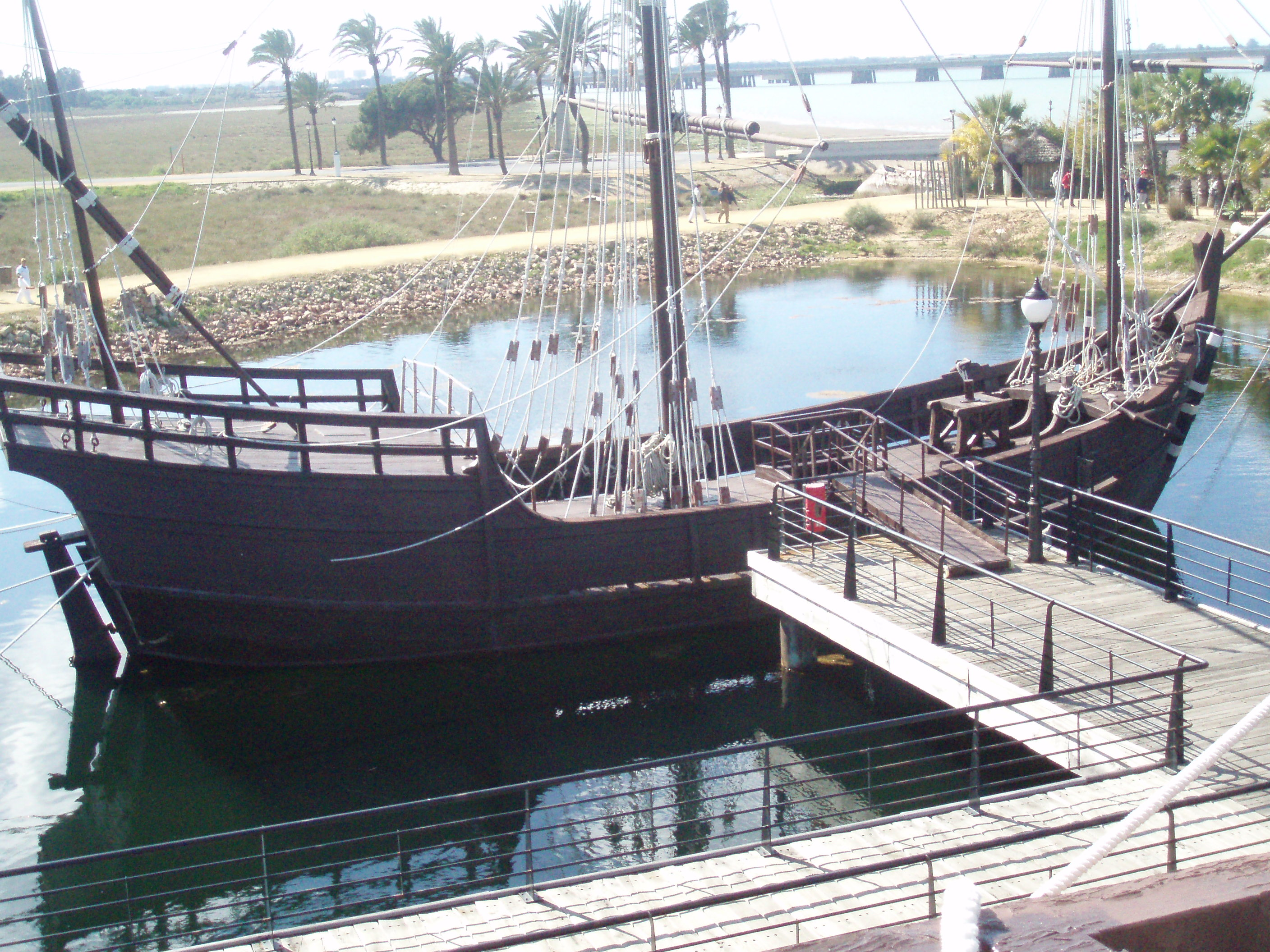
Nachbildung der Karavelle Pinta

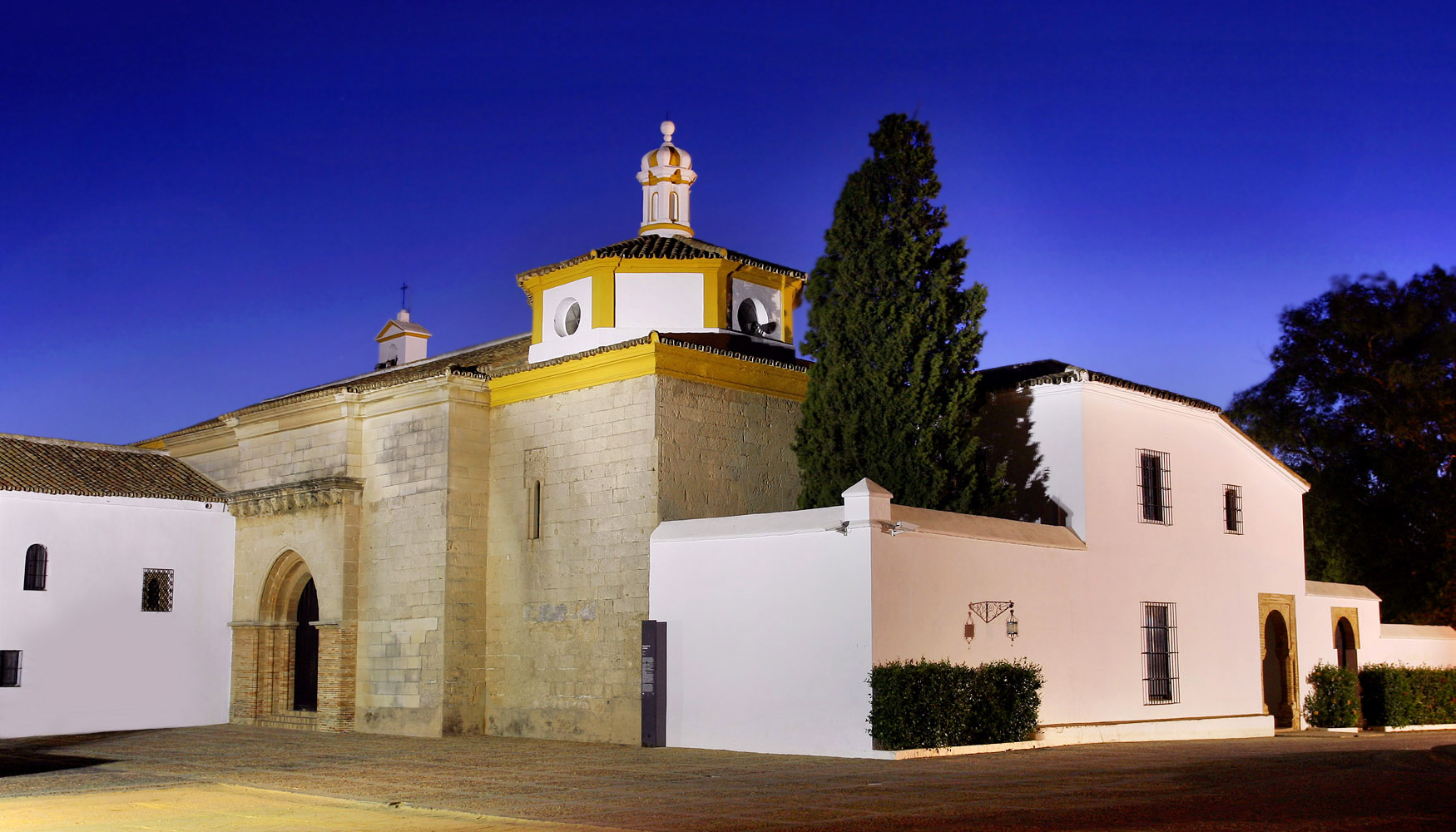
Kloster von La Rábida

Palos de la Frontera ist eine Stadt der Provinz Huelva der autonomen Region Andalusien in Spanien. Ihre Entfernung zur Provinzhauptstadt Huelva beträgt 14 km. Sie liegt am linken Ufer des Río Tinto, nahe der Mündung des Río Odiel, wo dieser sich mit dem Río Tinto vereint. Die Einwohner werden in Spanien „Palermos“ genannt.
Palos de la Frontera bezeichnet sich selbst als „Wiege der Entdeckung Amerikas“. Von hier aus stach Kolumbus mit den beiden Karavellen Niña und Pinta und der Karacke Santa Maria am 3. August 1492 in See, als er den Seeweg nach Indien entdecken wollte. Herausragende Persönlichkeiten der Stadt – wie z. B. die Brüder Pinzón – spielten eine zentrale Rolle bei der Entdeckung Amerikas durch die Europäer.

## Geschichte
Der Name der Stadt geht auf das lateinische Wort palus zurück, was in diesem Zusammenhang so viel bedeutet wie „Sumpf“ oder „See“. Bis 1642 hieß die Stadt lediglich Palos. Mitte des 16. Jahrhunderts glaubten die ersten Chronisten der Entdeckung Amerikas, Gonzalo Fernández de Oviedo und Francisco López de Gómara, irrtümlicherweise, bei Palos und Moguer handele es sich um ein und denselben Ort. Sie schufen daher die Bezeichnung Palos de Moguer, die sehr schnell Eingang in die Enzyklopädien und Lehrbücher der Zeit fand.
Im Mai 1642 beschloss der Stadtrat von Palos, die Stadt in Palos de la Frontera umzubenennen. Dabei machte er sich den Umstand zunutze, dass der aufständische Marqués de Ayamonte portugiesische Truppen über den Grenzfluss Guadiana nach Osten bis zum Río Tinto geführt hatte. Durch den neuen Namenszusatz konnte der falsche Eindruck verdrängt werden, der Palos als Dorf der Nachbarstadt Moguer hatte erscheinen lassen.

### Einwohnerentwicklung
| Jahr                                            | 1900  | 1910  | 1920  | 1930  | 1940  | 1950  | 1960  | 1970  | 1980  | 1990  | 2000  | 2010  | 2020   |
| ----------------------------------------------- | ----- | ----- | ----- | ----- | ----- | ----- | ----- | ----- | ----- | ----- | ----- | ----- | ------ |
| Einwohner                                       | 1.619 | 1.889 | 1.953 | 2.220 | 2.324 | 2.486 | 2.571 | 4.392 | 5.798 | 6.750 | 7.314 | 9.614 | 12.073 |
| Quelle: Instituto Nacional de Estadística (INE) |       |       |       |       |       |       |       |       |       |       |       |       |        |

## Wirtschaft
In den letzten Jahren hat sich die wirtschaftliche Aktivität weg von der traditionellen Fischerei und hin zu einer modernen Industrieproduktion verlagert. Ein weiterer wichtiger Wirtschaftszweig ist die Landwirtschaft. Hier zu erwähnen ist vor allem der für die Provinz Huelva typische großflächige Anbau von Erdbeeren.

## Sehenswürdigkeiten
- Iglesia de San Jorge im Mudéjarstil. Neben der Kirche befinden sich die Überreste des Kastells von Palos.
- Museo de Martín Alonso Pinzón. Hier kann der Besucher nautische Instrumente, Gemälde und Karten im Zusammenhang mit der Entdeckung Amerikas betrachten. Ein Monument erinnert an den Kapitän Kolumbus und bedeutenden Bürger Martín Alonso Pinzón.
- Franziskanerkloster La Rábida (auf der Straße nach Huelva).
- Der botanische Garten (ebenfalls auf der Straße nach Huelva), angelegt von José Celestino Mutis, mit einheimischen und amerikanischen Arten.
- Muelle de las Carabelas („Kai der Karavellen“). Hier liegen die Nachbildungen der zwei Karavellen Pinta und Niña und der Karacke Santa Maria, mit denen Kolumbus auf der Suche nach dem Seeweg nach Indien aufbrach (die Nachbildungen wurden eigens für die Feier zum 500-jährigen Jubiläum der Entdeckung Amerikas im Jahre 1992 angefertigt und auf der Expo in Sevilla aufgestellt).
- Muelle de la Reina („Mole der Königin“). Ein Monument des Ikarus erinnert an den seinerzeit weltweites Aufsehen erregenden ersten Interkontinentalflug des Wasserflugzeugs Plus Ultra von Huelva nach Buenos Aires im Jahre 1926.

## Papstbesuch
Am 14. Juni 1993 besuchte Papst Johannes Paul II. Palos de la Frontera. U. a. würdigte er die herausragende historische Bedeutung der Stadt, sowohl für das Gepräge der modernen Welt als auch im Hinblick auf die Verbreitung des Christentums.

## Städtepartnerschaften
Die Stadt unterhält unter anderem Partnerschaften mit den Städten
| - in Spanien - Baiona in Galicien, seit 1975 - Santa Fe in Andalusien, seit 1983 - San Sebastián de La Gomera, seit 1984 - Sanlúcar de Barrameda in Andalusien - Santoña in Kantabrien, seit 1990 | sowie mit - Assisi in Umbrien, Italien, seit 1984 - Latina in der Provinz Latium, Italien, seit 1994 - Lagos in der Algarve, Portugal - Ofunato auf Honshū, Japan, seit 1992 - Soyaux im Département Charente, Frankreich, seit 1993 |

## Söhne und Töchter der Stadt

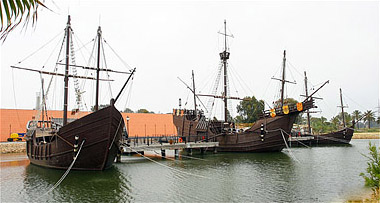
Nachbildung der drei Schiffe

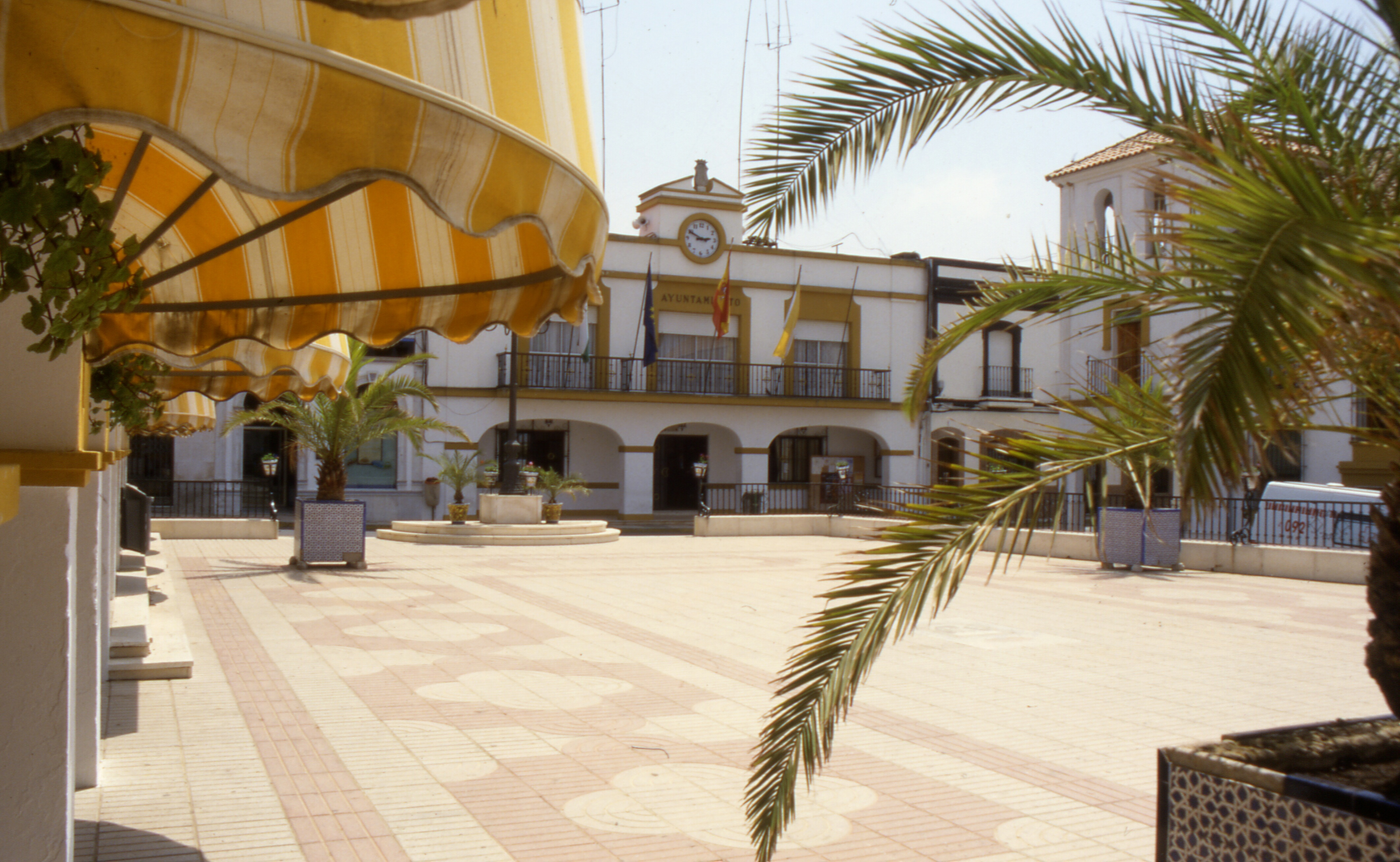
Plaza Comandante Ramón Franco (Juli 2001)

- Martín Alonso Pinzón (1441–1493), spanischer Seefahrer und Teilnehmer der ersten Kolumbusreise
- Juan de Bermúdez (~1450–1520), spanischer Seefahrer, Teilnehmer der ersten Kolumbusreise und Entdecker von Bermuda
- Vicente Yáñez Pinzón (~1460–1523?), spanischer Seefahrer und Entdecker, Teilnehmer der ersten Kolumbusreise
- Francisco Martín Pinzón (~1445–1502?), spanischer Seefahrer und Entdecker
- Juan Rodriguez Mafrá
- Gonzalo Guerrero (vor 1500 – vermutlich 1536), spanischer Matrose, lebte nach Schiffbruch bei den Maya
- Antón de Alaminos (1482–1520?), spanischer Steuermann und Entdecker